# Радио Вести
Ра́дио Ве́сти — украинская радиостанция информационно-разговорного направления. Начало работы — 18 марта 2014 года в Киеве на частоте 104.6 МГц — до 4 марта 2017 года, в Харькове на частоте 100.5 МГц — до 24 февраля 2017 года, в Днепре на частоте 107.7 МГц. Прекратила работу на FM 24 октября 2018 года. Основная часть вещания осуществлялась на русском языке, но были и украиноязычные программы.

## История

### Запуск
В начале июля 2013 года стало известно о том, что бывшие главные редакторы радиостанции «Коммерсантъ FM» Дмитрий Солопов и Алексей Воробьев займутся запуском новой новостной радиостанции на Украине. Эту работу им предложил владелец «Мультимедиа Инвест Групп» Игорь Гужва. Вместе с ними к проекту «Радио Вести» присоединился Егор Альтман (председатель совета директоров рекламного синдиката «Hidalgo», президентом которого является Дмитрий Солопов), который занялся маркетингом и коммерческой составляющей. Однако они не знали, кто является инвестором этого проекта. СМИ связывают «Мультимедиа Инвест Групп» с украинским миллиардером Ринатом Ахметовым, по другим версиям компания связана с Виктором Медведчуком, первым вице-премьером правительства Украины при президенте Викторе Януковиче Сергеем Арбузовым и миллиардером Сергеем Курченко, считавшимся «кошельком Януковича».
Основными ориентирами стали российские радиостанции «Эхо Москвы», «Business FM» и «Коммерсантъ FM», создателями двух последних являлись Альтман, Воробьёв и Солопов, часть ведущих (наиболее известным из которых была Ксения Туркова) до момента запуска работали на этих радиостанциях. Также учитывался опыт американского и европейского радиорынка.
В сентябре 2013 года у медиахолдинга «UMH group» были выкуплены три компании, владеющие лицензиями на радиовещание в Киеве, Харькове, Днепропетровске и Севастополе. По словам Игоря Гужвы, будущее разговорное радио будет русскоязычным, так как оно «радио больших городов, которые в Украине, как известно, говорят по-русски.
То есть мы идем от потребностей аудитории».
Холдинг анонсировал сотрудничество новой радиостанции с украинскими журналистами Мустафой Найемом, бывшим главным редактором журнала «Корреспондент» Виталием Сычом и журналистом газеты «Зеркало недели» Сергеем Рахманиным, однако перед запуском стало известно о том, что они не будут работать с радиостанцией. Переговоры с Мустафой Найемом велись с августа 2013 года, он должен был вести итоговую недельную передачу вместе с Сакеном Аймурзаевым, и осенью были записаны «пилоты» в нескольких форматах, но отсутствие данных об истинном собственнике радиостанции стало для него причиной отказа.

### С 2014
В январе 2014 года «Радио Вести» участвовало в конкурсе на 28 свободных государственных радиочастот, объявленным Нацсоветом. Новый состав регулятора 17 июля отменил конкурс, по словам его главы Юрия Артеменко тот конкурс имел признаки коррумпированности: ряду компаний без веских причин отказали в праве участвовать в нём.
Радиостанция «Радио Вести» вышла в эфир в 12:00 18 марта 2014 года в Киеве (104,6 FM), Харькове (100,5 FM), Днепропетровске (107,7 FM) и Севастополе (87,7 FM). Проект был запущен на неделю раньше из-за стремительно меняющейся обстановки на Украине. Руководство станции сообщило о том, что в первый день вещания все, кто сможет дозвониться, смогут получить членские карточки Клуба слушателей «Радио Вести», что даст возможность принимать участие в тестовых программах, участвовать в прямых эфирах, первыми узнавать новости о «Радио Вести». 18 марта заместителем главного редактора радиостанции был назначен бывший главред издания «Коммерсантъ Украина» Валерий Калныш. Это произошло спустя 5 дней после того как издательский дом Коммерсантъ принял решение о приостановке издания газеты.
25 марта 2014 года, вскоре после референдума о статусе Крыма и Севастополя в составе Украины, пресс-служба «Мультимедиа Инвест Групп» сообщила о том, что неизвестные проникли в офисный центр в Севастополе, где располагается аппаратура предприятия УРС (Украинские Радиосистемы), обеспечивающая трансляцию радиосигнала на частоте 87,7 FM, и потребовали отключить передатчик. После этого вещание станции в Севастополе было прекращено,.
Осенью 2014 года холдинг Мультимедиа-инвест групп купил у «Первой украинской радиогруппы» четыре компании: Оникс, Стильное радио, Нота и Комра, которые владеют частотами в 17 областях страны, где вещали Перец FM, DJ FM и Best FM. Новым владельцем стала входящая в группу Гужвы компания Медиа Инвест Плюс, принадлежащая Татьяне Александровой (1 %) и кипрскому офшору Nederman Limited (99 %). В декабре Нацсовет отказался переоформлять лицензии для первых двух приобретенных частот с музыкального на информационное радио, так как покупатель должен выполнять лицензионные условия приобретенных радиостанций. 23 января суд первой инстанции поддержал медиахолдинг, и обязала Нацсовет изменить концепцию и позывные попавших под переоформление радиокомпаний, представители последнего сообщили о решении продолжить судебный процесс в других судах.
6 августа 2015 года главным редактором радио «Вести» был назначен Валерий Калныш, а генеральным продюсером Радио Вести — Юлия Литвиненко. Александр Иллерицкий, занимавший ранее должность генерального продюсера радиостанции и участвующий в её создании, покинул пост по причине истечения срока контракта. Искандер Хисамов покинул пост главного редактора радиостанции по собственному желанию.
В августе 2015 года у радиостанции сменились владельцы, которыми стали киевские компании «Медиа инвест плюс» (99 %) и «Айджи медиа Украина» (1 %). Последней владеет кипрский офшор Media Holding Vesti Ukraine, бенефициаром числится Игорь Гужва, а директором компании с уставным фондом 50 млн гривен названа Елена Кичипная.
С 2016 года станцию покинули главный редактор Валерий Калныш, шеф-редактор Сакен Аймурзаев и ряд ведущих. Ряд СМИ связывал это с усилением вмешательства владельца медиахолдинга Александра Клименко в редакционную политику издания из-за желания вернуться на Украину и в местную политику.
В конце июня 2016 года на радиостанции сменился топ-менеджеры: генеральным продюсером стал медиаменеджер Виталий Докаленко, шеф-редактором — Ирина Гаврилова (в прошлом работала в ряде украинских изданий («Киевский телеграф», «День», "Аргументы и Факты, «ГолосUA») и Комитете региональных медиа при администрации президента Виктора Януковича). Появление последней вызвало неоднозначную реакций в украинской медийной сфере из-за сотрудничества Гавриловой с российскими СМИ и сайтами сепаратистов ДНР и ЛНР, а также её публикаций в соц. сетях касательно Евромайдана, участников АТО и ЛГБТ сообщества В июле 30 журналистов радиостанции подписали открытое письмо с просьбой уволить Ирину Гаврилову, так как её высказывания могут нанести репутационный ущерб Радио Вести и его сотрудникам. На следующий день профессиональные отношения с Гавриловой, продлившиеся всего два дня, были прекращены.

### Отзыв лицензий и кадровые перестановки
23 февраля 2017 года Нацсовет отказал «Радио Вести» в продлении лицензии на вещание в Харькове из-за не отмененных судом предупреждения от 17.07.2014 года (запуск радиостанции без одобрения регулятора) и штрафа от 9.02.2017 года (несоблюдение 50 % квоты ведения программ на украинском языке). Решение было принято несмотря на постановление Харьковского окружного административного суда, которым запрещалось рассматривать вопрос продления лицензии, поскольку оно ещё не вступило в законную силу. 1 марта медиахолдинг подал заявления в ГПУ, НАБУ и Национальную полицию, обвиняя Нацсовет по ст. 382 («Невыполнение судебного решения») и ст. 364 («Злоупотребление властью или служебным положением») Уголовного кодекса Украины. Вещание Вестей в Харькове было прекращено днем 24 февраля.
В преддверии решения Нацсовета по вопросу вещания в Киеве, материнский медиахолдинг организовал кампанию в защиту собственной станции. Помимо передачи письма к президенту США Дональду Трампу, руководитель холдинга Ольга Семченко обвиняла Институт массовой информации и «Репортеры без границ», изучавших для Нацсовета конечных владельцев СМИ, в сборе непроверенной информации.
Намеченное на 16 февраля рассмотрения вопроса о продлении лицензии «Радио Вести» на вещание в Киеве было перенесено на 3 марта из-за решения Франковского районного суда Львова. 15 февраля в это учреждение был подан иск от Натальи Бондаревой, недовольной содержимым киевского эфира и требовавшей выплатить компенсацию морального вреда в 53 600 гривен, также в обеспечение иска потребовавшей запретить Нацсовету выносить какое-либо решение по лицензии «Вестей». В тот же день судья удовлетворил эти требования, его решение было предоставлено радиостанцией к заседанию Нацсовета утром следующего дня. По мнению членов Нацсовета, подобное решение выгодно для радиостанции, имеющей четыре неоспоренных в суде предупреждения и пытающейся обезопасить себя от не продления лицензии.
28 февраля радиостанцию покинуло 99 % сотрудников в связи с сокращением штата (за два месяца до этого ими было подписано соответствующее уведомление из-за возможного не продления лицензии на вещание), на следующий день в эфир радиостанции вышли повторы лучших программ
3 марта на заседании Национального совета Украины по вопросам телевидения и радиовещания было принято решение не продлевать киевскую лицензию «Радио Вести». В этот же день в 20 часов киевского времени вещание радиостанции в Киеве на частоте 104,6 FM было прекращено. Произошедшее вызвало негативную реакцию российского МИДа, обвинившего власти Украины в борьбе с инакомыслием и призвав повлиять на них неких западных кураторов.
Летом 2017 года радиохолдингом ТАВР Медиа была приобретена компания «Оникс», владевшая частотами вещания радиостанции Перец FM. На этих частотах с одобрения Нацсовета начало вещание Радио Relax.
Осенью 2017 года ряд бывших и действующих сотрудников «Радио Вести» начали сотрудничать с Youtube-каналом Klymenko time, над которым работали активисты и члены политсовета связанной с Александром Клименко партии «Успешная страна».
В феврале 2018 года организация по возвращении активов АРМА в рамках уголовного дела против Александра Клименко взяла под своё управление офиса холдинга «Вести Украина» в бизнес-центре «Гуливер», станция проработала в прямом эфире до 29 марта 2018 года. С апреля этого же года радиостанция перешла в режим повторов лучших программ с периодичными сбоями в вещании в Днепре, медиахолдинг объявил о переоформлении радиостанции в мультимедийный проект с упором на производство видеоконтента.
18 марта 2018 г. в Киеве и ряде городов страны начало работу Радио «НВ» в аналогичном формате и со значительной частью прежних ведущих и аналогичными программами Радио Вести.
В ноябре 2018 года стало известно о покупке частоты в Днепре совладельцем и генеральным директором медиахолдинга «Люкс» Романом Андрейко, планировавшим переоформить лицензию на вещание.
В мае 2019 года на киевской частоте начала работу радиостанция «Jazz FM», принадлежащая медиахолдингу Тавр Медиа.
11 декабря 2020 года Нацсовет повторно отказал Радио Вести в продлении лицензии на вещание на частоте 104,6 МГц в Киеве после того, как 4 марта Верховный суд отменил предыдущее решение об отзыве лицензии и поручил заново рассмотреть заявку на продление лицензии.

## Концепция
Каждые 15 минут в эфире радиостанции выходили новости, длящиеся 2—4 минуты, в которых сообщаются главные новости, спортивные событии, погода, курс валют, ситуация на городских магистралях. Все программы днём выходят в прямом эфире, а ночью, в том числе и новости, в повторе.

## Руководство
Генеральный директор: Дмитрий Солопов (2013—2014).
Генеральный продюсер — Александр Иллерицкий (2015), Юлия Литвиненко (с 6 июня 2015 по 23 июня 2016 года), Виталий Докаленко (2016—2017).
Главный редактор — Алексей Воробьёв (2014), Александр Иллерицкий (2014—2015), Искандер Хисамов (с июня по август 2015 года), Валерий Калныш (с 6 августа 2015 по 1 марта 2016 года), .

## Критика
Редакция радиостанции критиковалась за несоблюдение журналистских стандартов, в частности во время прямого эфира ведущая сначала сообщила о заражении питьевой воды в Днепропетровске, и только потом пригласила слушателей разобраться, действительно ли это правда.
Председатель комитета «Равенство возможностей» Александр Чекмышев счёл это классическим примером манипуляции и пренебрежения стандартами информации.
По оценке шеф-редактора «Телекритики» Натальи Лигачёвой, Радио Вести как и другие активы холдинга «Мультимедиа-инвест групп» ведут прокремлёвскую редакционную политику, манипулируя фактами, интерпретациями и балансом негатива-позитива .

## Нарушения законодательства
17 июля 2014 года Национальный совет по вопросам телевидения и радиовещания объявил предупреждение радиокомпаниям ООО «Телерадиоиздательская компания „Мастер“» (г. Харьков), ООО «ТРК „Мир“» (г. Днепропетровск) и ООО «ТРК „Дивосвит“» (г. Киев, лицензии на вещание в Киеве и Севастополе), которые изменили позывной и программную концепцию с «Радио 24» на радио «Вести», не переоформив перед этим лицензий. Регулятор считает, что была нарушена ч. 7 ст. 27 и ч. 8 ст. 28 закона «О телевидении и радиовещании», и дал компаниям неделю на возвращение к предыдущим позывным («Радио 24») и программной концепции. Заместитель председателя Нацсовета Григорий Шверк посоветовал компаниям исправить нарушения, после чего снова подать заявления на переоформление, которые будут быстро рассмотрены.
24 июля 2014 года киевская лицензия получила второе предупреждение Национального совета по вопросам телевидения и радиовещания. Первой причиной этого стала выдача в прямой эфир речи одного из сторонников самопровозглашённой ДНР Александра Можаева (по кличке «Бабай»), содержавшей призывы к агрессивным действиям, пропаганде войны и разжиганию межэтнической, расовой, религиозной вражды с посягательством на права и свободы человека. Второй — действия ведущего, процитировавшего гостю эфира вопрос слушателя, назвавшего украинский язык «бандеровским», а также языком «детоубийц, оккупантов и карателей». Регулятор увидел в этом нарушения части 2 статьи 6 закона «О телевидении и радиовещании» и 28 статьи закона «Об информации».
12 февраля 2015 года «Дивосвит» получила третье предупреждение за несоответствие юридического и фактического адреса радиостанции, в Нацсовете считают, что таким образом орган не смог в установленный законом двухнедельный срок получить запись интервью от 16 декабря разыскиваемого Украиной экс-заместителя главы Администрации президента Андрея Портнова. На это интервью поступили жалобы слушателей данной станции, усмотревших в словах политика «признаки разжигания розни». По мнению председателя Нацсовета Юрия Артеменко, изменение юридического адреса было сделано умышленно.
По закону Нацсовет может обратиться в суд с просьбой об аннулировании лицензии, если вещатель получил два предупреждения по одному и тому же вопросу. К тому же Нацсовет по процедуре аннулирования должен оштрафовать вещателя, но сама методология штрафования у регулятора отсутствует.
В апреле 2016 года Нацсовет назначил проверку из-за интервью бывшего премьер-министра Николая Азарова для проверки нарушений по трем нормам законодательства (включая недопустимость призывов к свержению конституционного строя и разжиганию вражды). Экспертное заключение не нашло в словах политика вышеуказанных нарушений, посчитав сказанное им оценочным суждением.
В июне 2016 года общественный резонанс вызвал эфир программы «Люди говорят» об ЛГБТ сообществе, правах человека и толерантному отношению с участием директора международного форума ЛГБТ КиевПрайд Анны Шарыгиной. Хотя сам эфир не был опубликован на сайте станции и её you-tube канале, по словам слушателей ведущий Александр Семченко (бывший муж главы совета директором «Мультимедиа-инвест холдинга» Ольги Семченко) вместе с «христианским психологом» Людмилой Гридковец оскорбительно отзывался в адрес представителей сексуальных меньшинств, призывая «лечить» гомосексуализм.
24 ноября 2016 года Нацсовет объявил предупреждение ООО «ТРК „Дивосвіт“» из-за выпуска программы «Люди говорят» 30 августа с общественным деятелем Татьяной Монтян, посвящённой теме жилищно-коммунального хозяйства, где звучали оскорбления («упоротые майдауны», «стрыбав по майдану в кастрюле», «член на пару сантиметров на радостях вырастет», «упоротые кумиры», «пенсы», «да это вы — мусор», «будете зимой с замороженной задницей») в адрес участников Евромайдана и радиослушателей при бездействии ведущего Александра Семченко.
В ноябре 2018 года радиостанция была оштрафована за несоблюдение во время вещания в Днепре языковых квот: вместо установленных законом 55 % присутствия украинского языка в эфире было 42,4 %. Сумма штрафа составила 22,8 тыс. грн, которые обязался выплатить новый владелец частоты Роман Андрейко.

## Владельцы
24 января 2017 года Нацсовет обратился в СБУ с просьбой проверить публикации в СМИ, согласно которым «Радио Вести» как и весь медиахолдинг «Мультимедиа-инвест групп» принадлежит бывшему министру финансов Александру Клименко, а не прописанные в официальной структуре собственности Денис Мозговой и Татьяна Александрова.

## Бывшие программы
| - «Утренний эфир» — по будням с 7:00 до 10:00. - «Эфир с Татьяной Гончаровой и Юрием Калашниковым» — по будням с 10:00 до 12:00. - «Ланч-тайм» — по будням с 12:00 до 13:00. - «Свежий взгляд» с Ксений Турковой и Юрием Мацарским — по будням с 13:00 до 15:00 - «Точка зрения» — по будням с 16:00 до 17:00 - «Шоу Мыколы Вересня» — по будням в 17:00 - «Вечерние новости» — по будням с 18:00 до 19:00. - «Герой дня» — со вторника по четверг с 19:00 до 20:00 - «Максимум мнений» с Сакеном Аймурзаевым — со вторника по четверг с 20:00 до 21:00 - «Ночные новости» — по будням с 22:00 до 23:00. - «Утренний эфир выходного дня» — по выходным с 13:00 до 14:00, с 15:00 до 17:00, с 18:00 до 19:00. - «Счастье есть» — по субботам с 16:00 до 17:00 и по средам с 21:00 до 22:00 - «Мужчина и женщина» — по пятницам с 19:00 до 21:00 - «Диалоги» с Юлией Литвиненко — по пятницам с 21:00 до 22:00 | - «Циники» — по выходным с 13:00 до - «Культ Дорошенко» — по субботам с 14:00 до 15:00 - «Дорогая Передача» с Мартой Мольфар — по вторникам и четвергам с 21:00 до 22:00, - «Вне контекста» с Алексеем Захаровичем и Константином Дорошенко — по субботам с 18:00 до 19:00 - «Элементарно» с Дмитрием Симоновым и Павлом Новиковым — по воскресеньям с 16:00 до 17:00 - «Новый Чёрный» с Василисой Фроловой и Лёлей Гольдштейн — по воскресеньям с 13:00 до 14:00 - «Час с психологом» с Анной Солнцевой — по субботам и воскресеньям с 19:00 до 20:00 - «История. Как это было» — по понедельникам, с 21:00 до 22:00 - «Эфир выходного дня» — по выходным с 9:00 до 11:00, с 12:00 до 13:00. - «Das Auto» — в субботу с 11:00 до 12:00. в воскресенье с 19:00 до 20:00. - «Война миров» — по субботам с 14:00 до 15:00. - «Вне контекста» — в субботу с 17:00 до 18:00. - «Элементарно» — по пятницам с 21:00 до 22:00, по воскресеньям с 14:00 до 15:00. - «За кадром» — по субботам с 08:00 до 09:00 и с 20:00 до 21:00 |

## Бывшие сотрудники
| - Дмитрий Солопов — руководитель проекта, генеральный продюсер (2013—2014). - Алексей Воробьёв — главный редактор (2013—2014). - Ксения Туркова — ведущая программ «Свежий взгляд» и «Вечерние новости». - Юрий Калашников — ведущий программы «Свежий взгляд». - Сакен Аймурзаев — шеф-редактор службы информации, ведущий программы «Максимум мнений» - Матвей Ганапольский — ведущий программы «Утро с Матвеем Ганапольским», «На пике событий», «Счастье есть» - Валерий Калныш — ведущий программы «Мужчина и Женщина», «Буквы закона», «Герой дня» - Павел Новиков — соведущий программы «Утро с Матвеем Ганапольским», «Счастье есть» - Юлия Литвиненко — ведущая программы «Герой дня», «Точка зрения», «Мужчина и Женщина» - Василиса Фролова — ведущая программы «Утро выходного дня», «Новый Чёрный» - Константин Дорошенко — ведущий программы «Культ Дорошенко», «Циники», «Война миров», «Вне контекста»" - Дмитрий Терешков — ведущий программы «Циники». - Виктор Стельмах — ведущий программы «Das Auto». - Алексей Зарахович — ведущий программы «Вне контекста», «История. Как это было» - Виктория Хмельницкая — ведущая программы «За кадром». - Мария Штогрин — парламентский корреспондент, редактор. Покинула радиостанцию в ноябре 2016 в связи с переходом на другой проект. | - Татьяна Гончарова — ведущая программы «Эфир с Татьяной Гончаровой и Олегом Билецким», «Война миров» - Олег Билецкий — ведущий программы «Эфир с Татьяной Гончаровой и Олегом Билецким», «Точка зрения» - Дмитрий Симонов — ведущий программы «Элементарно». - Марта Мольфар — ведущая программы «Дорогая передача». - Валерий Поляков — ведущий программы «Счастье есть» - Кристина Суворина — вела эфир «Утренний эфир с Кристиной Сувориной и Олегом Билецкеим», покинула радиостанцию в связи с переходом в новый проект. - Марина Бердичевская — ведущая программы «Час ТВ с Мариной Бердичевской», редактор. - Богдан Амосов — ведущий программы «История. Как это было», журналист - Максим Эристави — ведущий программы «Вечерние новости». - Александр Сотников — ведущий программы «Новости». - Юрий Кулинич — ведущий программ «Новости» и «Эфир с Мартой Мольфар и Юрием Кулиничем» - Снежана Старовицкая — ведущая программы «Новости». - Татьяна Иванская — ведущая программы «Новости». - Елена Чабак — ведущая программы «Новости». - Юлия Рябчун — ведущая программы «Новости». - Ольга Куришко — журналист. |

## Города вещания
| Город | Частота   |
| ----- | --------- |
| Днепр | 107,7 МГц |

### Бывшие вещатели
| Город       | Частота   | Дата закрытия                                                                          |
| ----------- | --------- | -------------------------------------------------------------------------------------- |
| Киев        | 104,6 МГц | 3 марта 2017 года                                                                      |
| Харьков     | 100,5 МГц | 24 февраля 2017 года                                                                   |
| Севастополь | 87,7 МГц  | 25 марта 2014 года (вещание прекращено сразу после незаконной оккупации Крыма Россией) |